# Wolfgang Spreen
Wolfgang Spreen (* 25. März 1955 in Berlin) ist ein deutscher Politiker (CDU).

## Leben
Nach der Schule und einer Ausbildung zum Bankkaufmann studierte Spreen in den Jahren 1978 bis 1985 in Bonn Rechtswissenschaften und in London Volkswirtschaftslehre. Nach dem Referendariat von 1986 bis 1989 war er bis 1997 in der Verwaltung des Rheinisch-Bergischen Kreises und anschließend als Kreisdirektor beim Kreis Kleve tätig. Bei der Kommunalwahl in Nordrhein-Westfalen am 26. September 2004 erreichte Spreen als Kandidat der CDU im ersten Wahlgang die erforderliche absolute Mehrheit und ist als Nachfolger von Rudolf Kersting seit dem 1. Oktober 2004 Landrat des Kreises Kleve gewesen. Vier Amtszeiten war er Landrat. Im November 2020 hat er die Amtsgeschäfte an seine Nachfolgerin Silke Gorißen (ebenfalls CDU) abgegeben. Von 2009 bis Juni 2014 war er ehrenamtliches Mitglied im Landesvorstand der Lebenshilfe Nordrhein-Westfalen. Insgesamt war er 15 Jahre Vorsitzender der Lebenshilfe Kleverland.
Spreen ist verheiratet und hat zwei Kinder.